# シュタウプバッハの滝
シュタウプバッハの滝（ドイツ語: Staubbachfall）は、スイスの滝であり、ベルナー・オーバーラント、ラウターブルンネン西部に位置する。滝の落差は約300mで、懸谷からリュッチネ川が崖の上に出たところにある。「シュタウプ」は、ほこりや塵を意味する。「シュタウプバッハ」は「シュタウブバッハ」とも表記する。

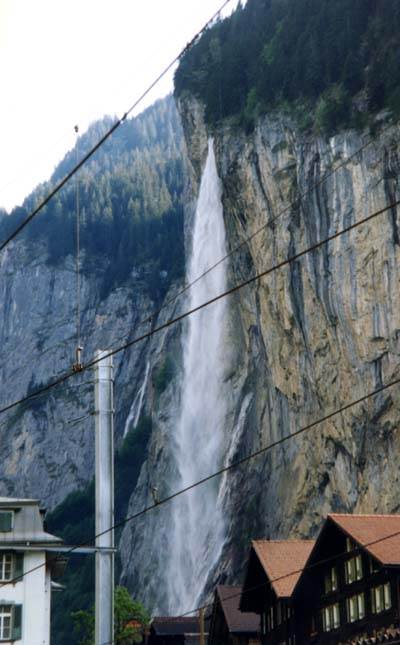
ラウターブルンネン鉄道駅から見られるシュタウプバッハの滝の落下

非常に高い滝であるため、流れが崖の麓に達するまでに、霧としてほとんどなくなってしまう。雨の後や雪解けの季節には、シュタウプバッハの滝はとても激しい滝となる。落下する前の川の流れは急激であり、水の多くは風にあおられ、雲と霧の間にちりとして落下する。夏の乾燥する時期に水量が減少しても、影響は比較的少ない。崖の高さは800〜900フィートで、1本の滝としては、ヨーロッパで最も高いものの1つである。
滝は1930年代、スイスの3サンチーム切手に描かれた。